# St. Georg (Hohenschäftlarn)

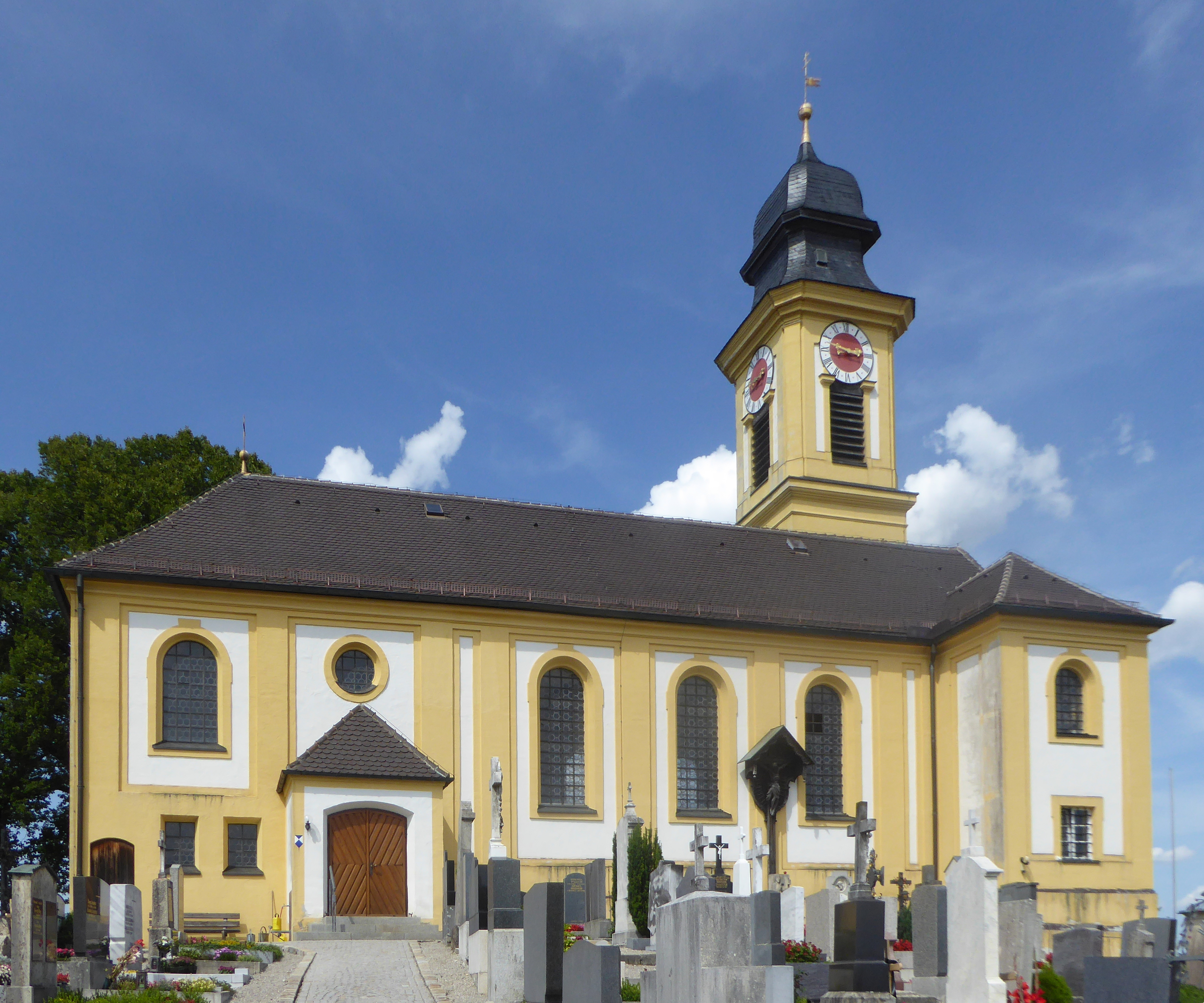
St. Georg in Hohenschäftlarn

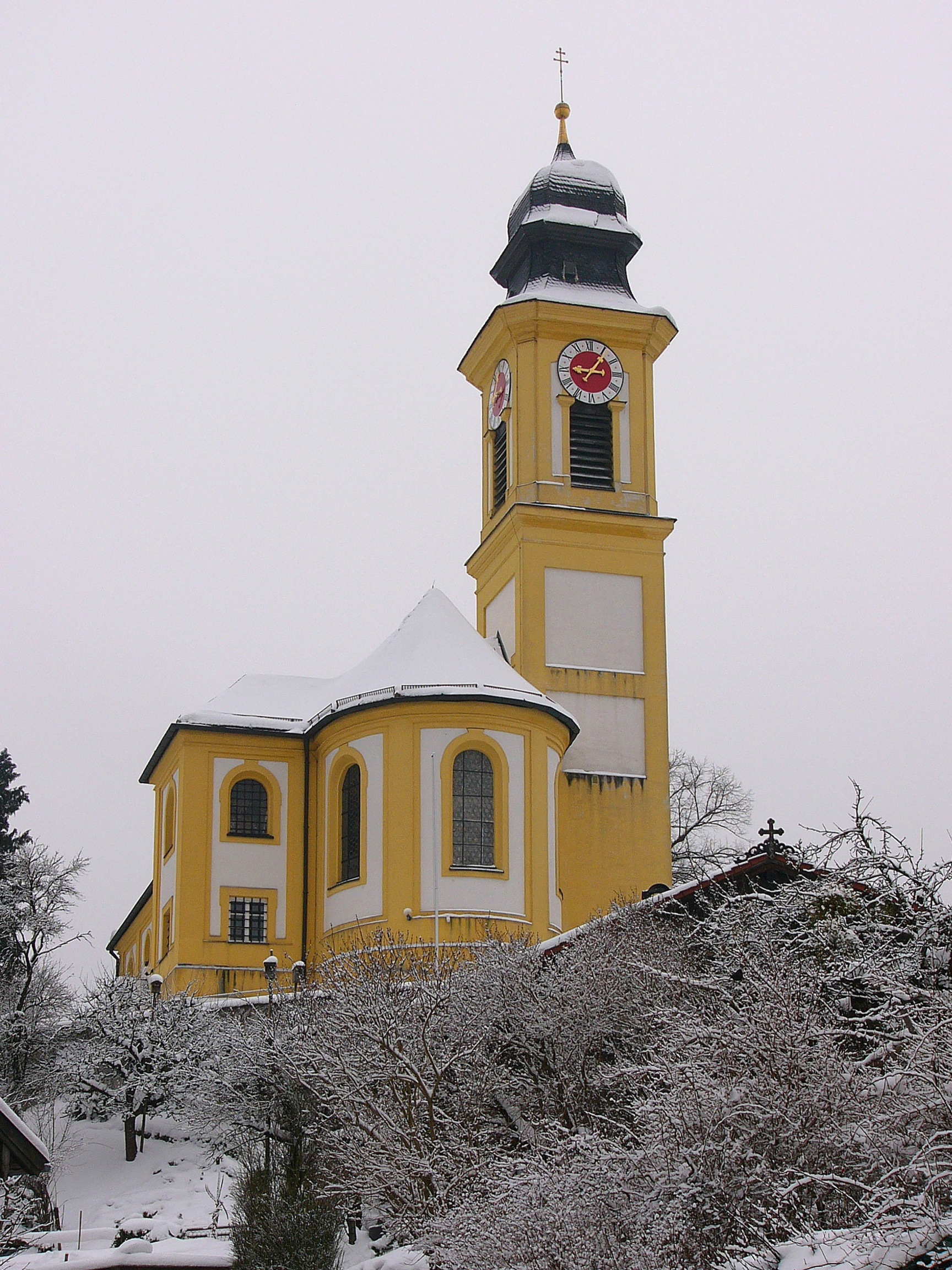
Ansicht von Osten

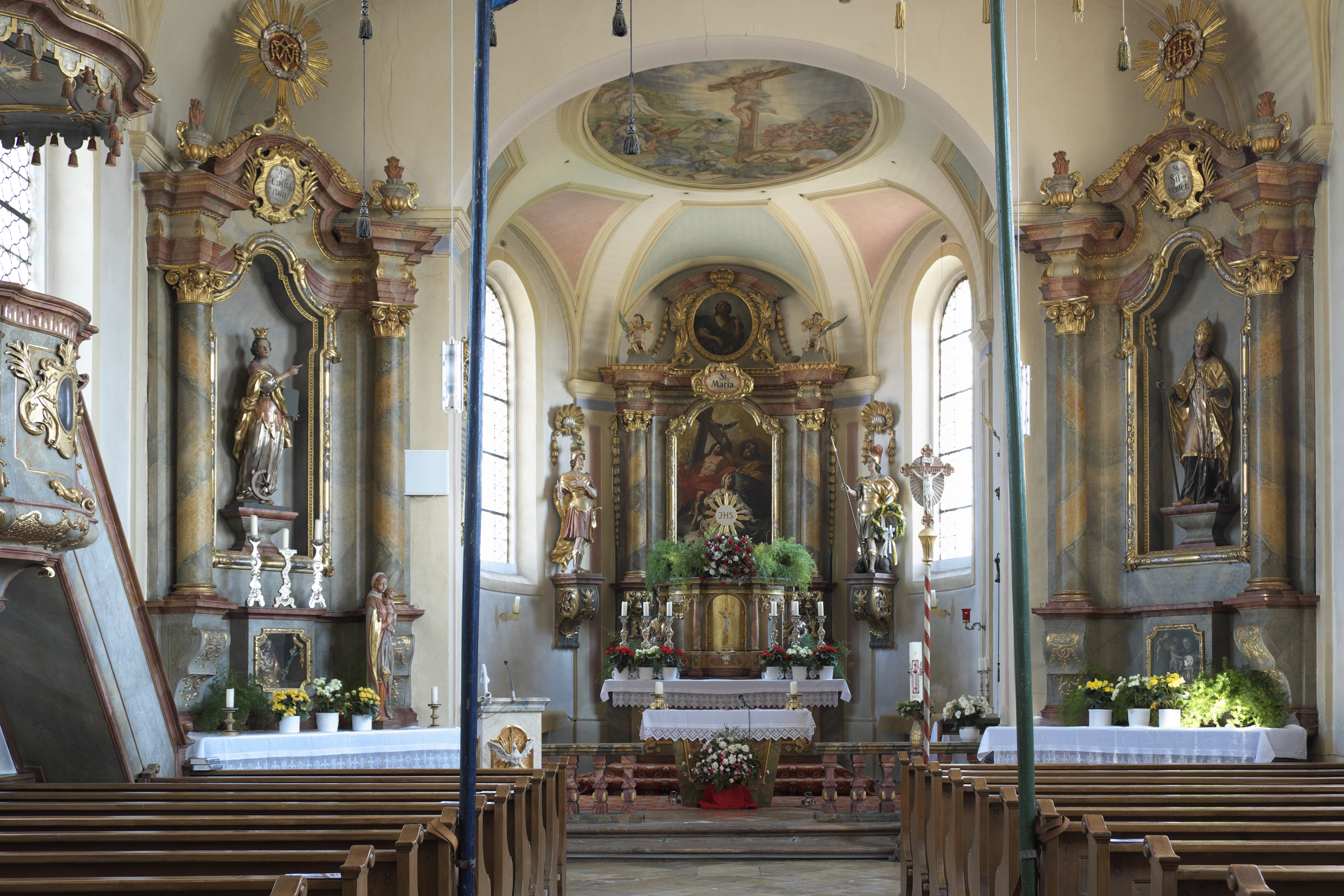
Innenansicht

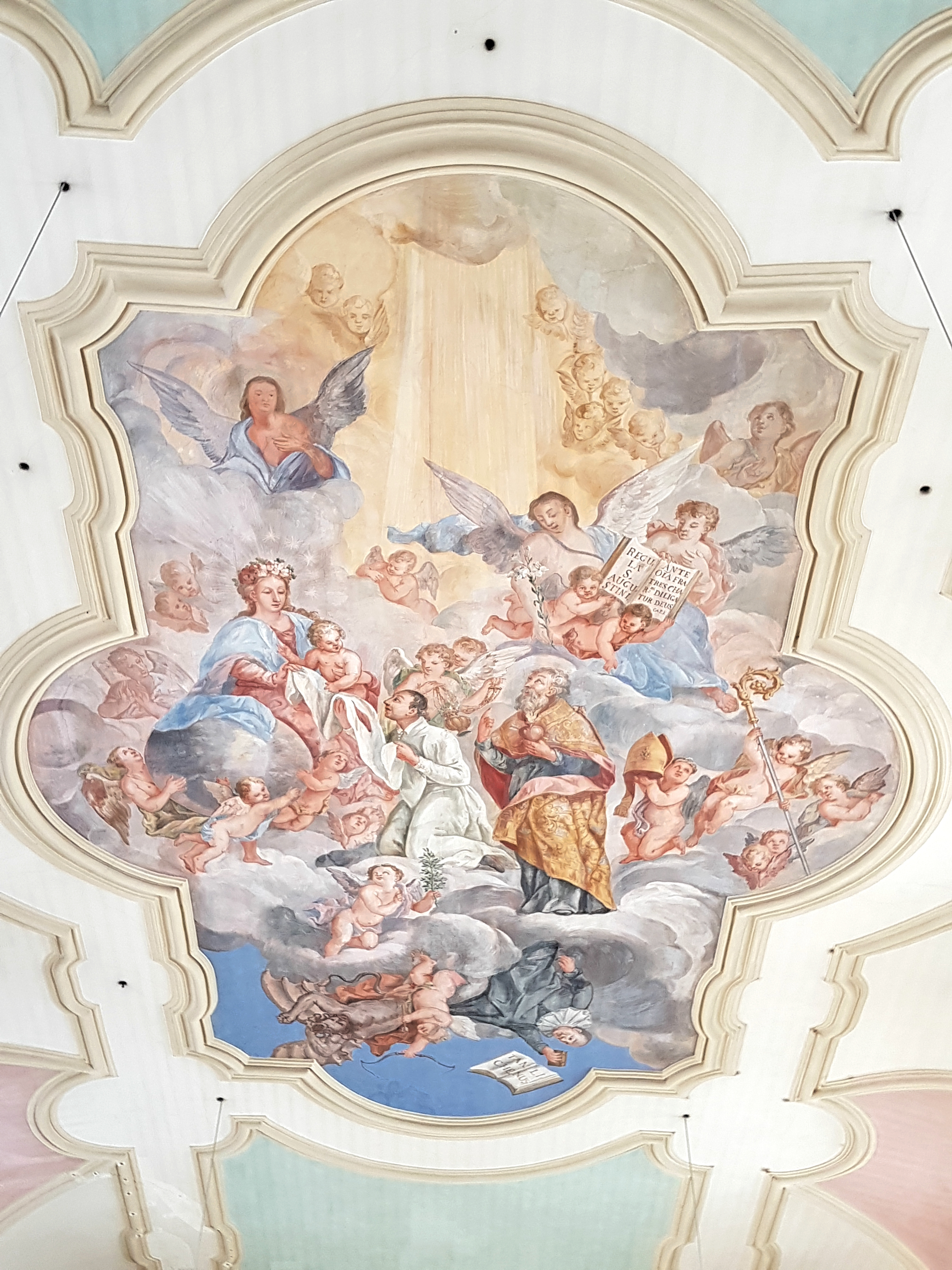
Fresko im Langhaus

Die römisch-katholische Pfarrkirche St. Georg ist eine barocke Saalkirche im Ortsteil Hohenschäftlarn von Schäftlarn im oberbayerischen Landkreis München. Sie gehört zum Pfarrverband Schäftlarn im Erzbistum München und Freising und dominiert das Ortsbild durch ihre Lage auf der Höhe eines Endmoränenzugs.

## Geschichte und Architektur
Die erstmals im Jahr 778 als oratorium erwähnte Pfarrkirche wurde in den Jahren 1729–1732 neu erbaut, wobei ein Turmunterteil eines spätgotischen Vorgängerbaus mit Gratgewölben im Erdgeschoss und Spitzbogenöffnungen zum Chor mit einbezogen wurde. Der Baumeister des 1734 geweihten Bauwerks war Johann Georg Ettenhofer aus München. Im Jahr 1954 wurde das Langhaus verlängert; eine Renovierung wurde 1976/1977 vorgenommen. Wegen herabfallendem Deckenputz musste ein Netz zum Schutz der Personen in der Kirche ausgespannt werden (Stand 2021).
Die Saalkirche mit ursprünglich drei Fensterachsen und einem eingezogenen, halbrund geschlossenen Chor ist mit einem rechteckigen Turm mit Kuppelhaube und einem zweistöckigen Anbau an der Südseite versehen. Das Langhaus und der Turm werden außen durch Blenden und Lisenen gegliedert.
Der Innenraum ist im Chor durch eine Flachkuppel und im Langhaus durch ein flaches Tonnengewölbe mit Stichkappen über einer Pilastergliederung abgeschlossen. Im Chor zeigen die Fresken von Benedikt Dersch aus dem Jahr 1734 die Verehrung des Kreuzes, im Langhaus die Glorie des heiligen Augustinus und Norbert mit Skapulier- und Regelspende aus der Zeit um 1730, gemalt von Frater Lukas Zais aus Lambach. Sie wurden später stark überarbeitet.

## Ausstattung
Die einheitliche Ausstattung aus der Entstehungszeit besteht hauptsächlich aus der Kanzel und den Altären und wurde durch den Kistler Balthasar Frimmer aus Grünwald geschaffen. Am Hauptaltar ist ein Gemälde von Balthasar Augustin Albrecht zu sehen, das die Aufnahme Mariens in den Himmel durch die Heilige Dreifaltigkeit zeigt. Im Altarauszug ist die heilige Katharina dargestellt, flankiert von Holzskulpturen des heiligen Sebastian und des heiligen Georg, die von Joseph Krinner geschaffen wurden. Neben dem Tabernakel sind die Heiligen Dionysius und Margareta zu sehen.
Die schräg gestellten Seitenaltäre zeigen auf der Nordseite eine Schnitzfigur der heiligen Katharina, auf der Südseite des heiligen Papstes Silvester. Im Langhaus sind weitere Figuren aufgestellt: auf der Nordseite die Heiligen Florian und Johann Nepomuk, auf der Südseite die Heiligen Barbara und Leonhard, alle aus der Zeit um 1730/1740. Auf der Südseite steht auch eine kleine Kreuzigungsgruppe mit einem Korpus vom Anfang des 16. Jahrhunderts. 
Die Kanzel entstammt der Zeit um 1740. Im Chor ist eine Gedenktafel für den Erbauer der Kirche, Abt Hermann Josef Frey, als Holztafel mit geschnitztem Rocaillerahmen von 1751 untergebracht. Er wurde hier begraben, weil die Klosterkirche zu dieser Zeit noch im Bau war.
Die Orgel ist ein Werk von Carl Schuster, welches um das Jahr 1958 entstanden ist. Es verfügt über 23 Register auf zwei Manualen und Pedal und wurde 1992 von Christoph Kaps renoviert.

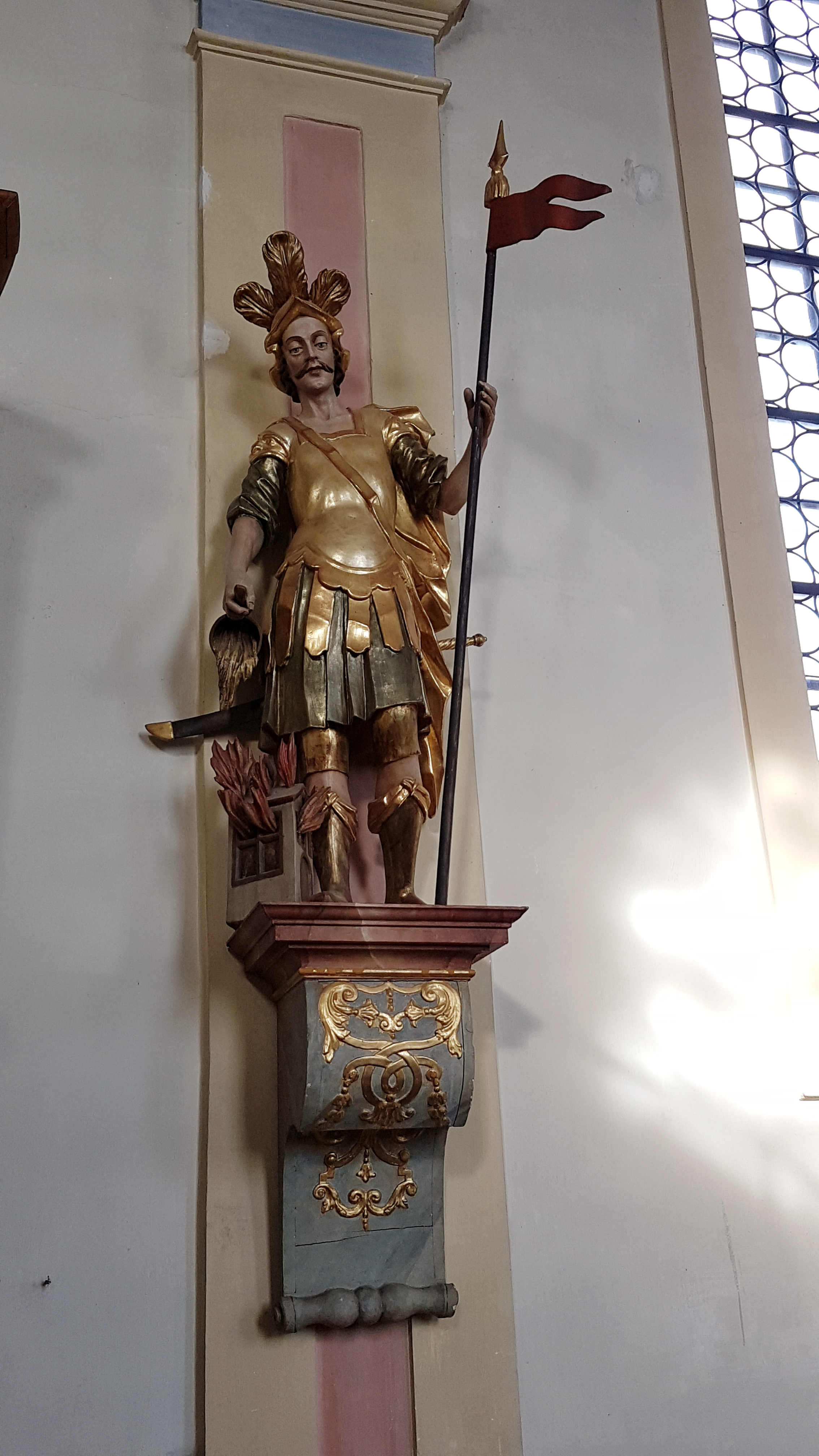
Heiliger Florian
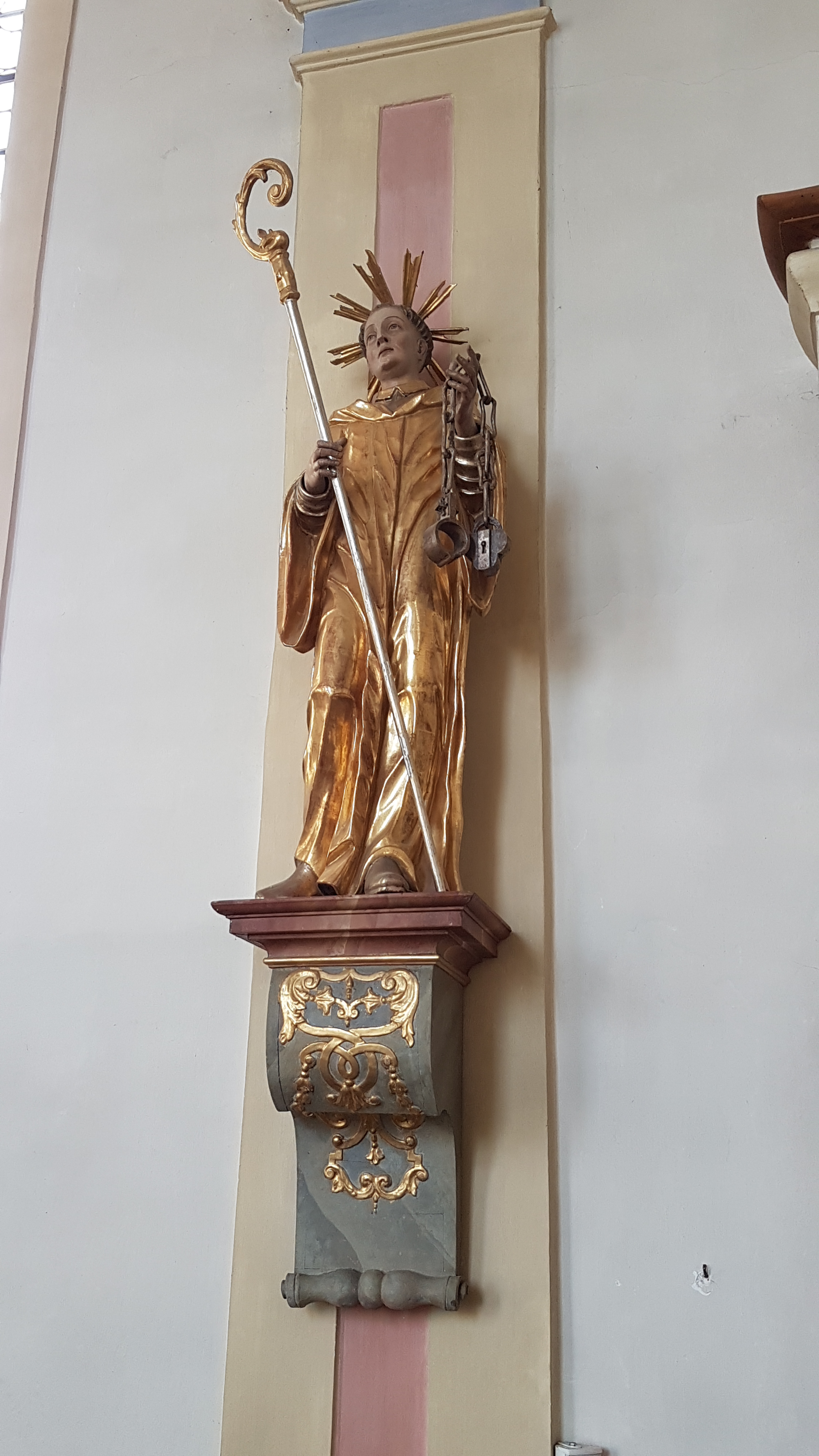
Heiliger Leonhard
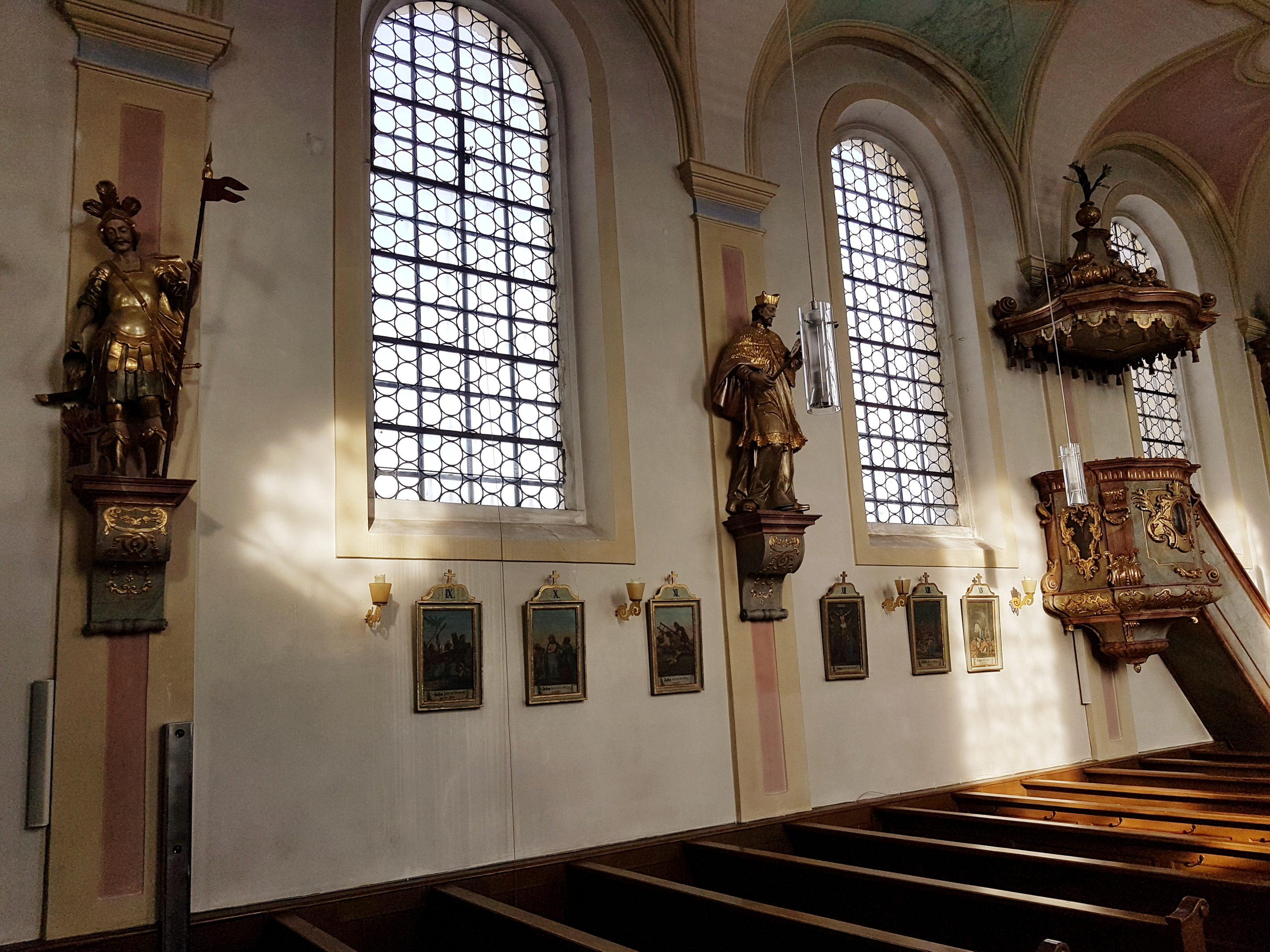
Nordseite des Langhauses
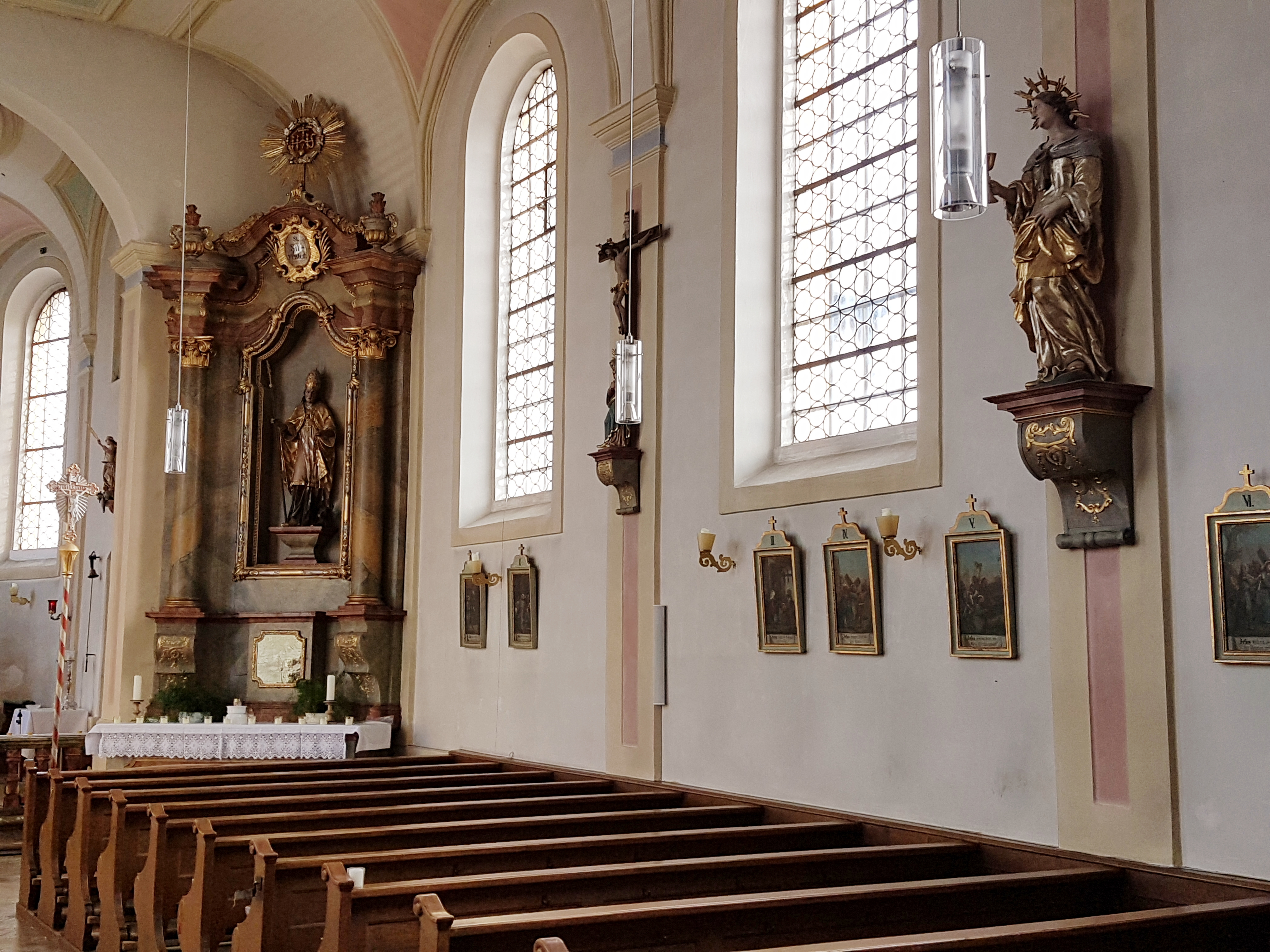
Südseite des Langhauses
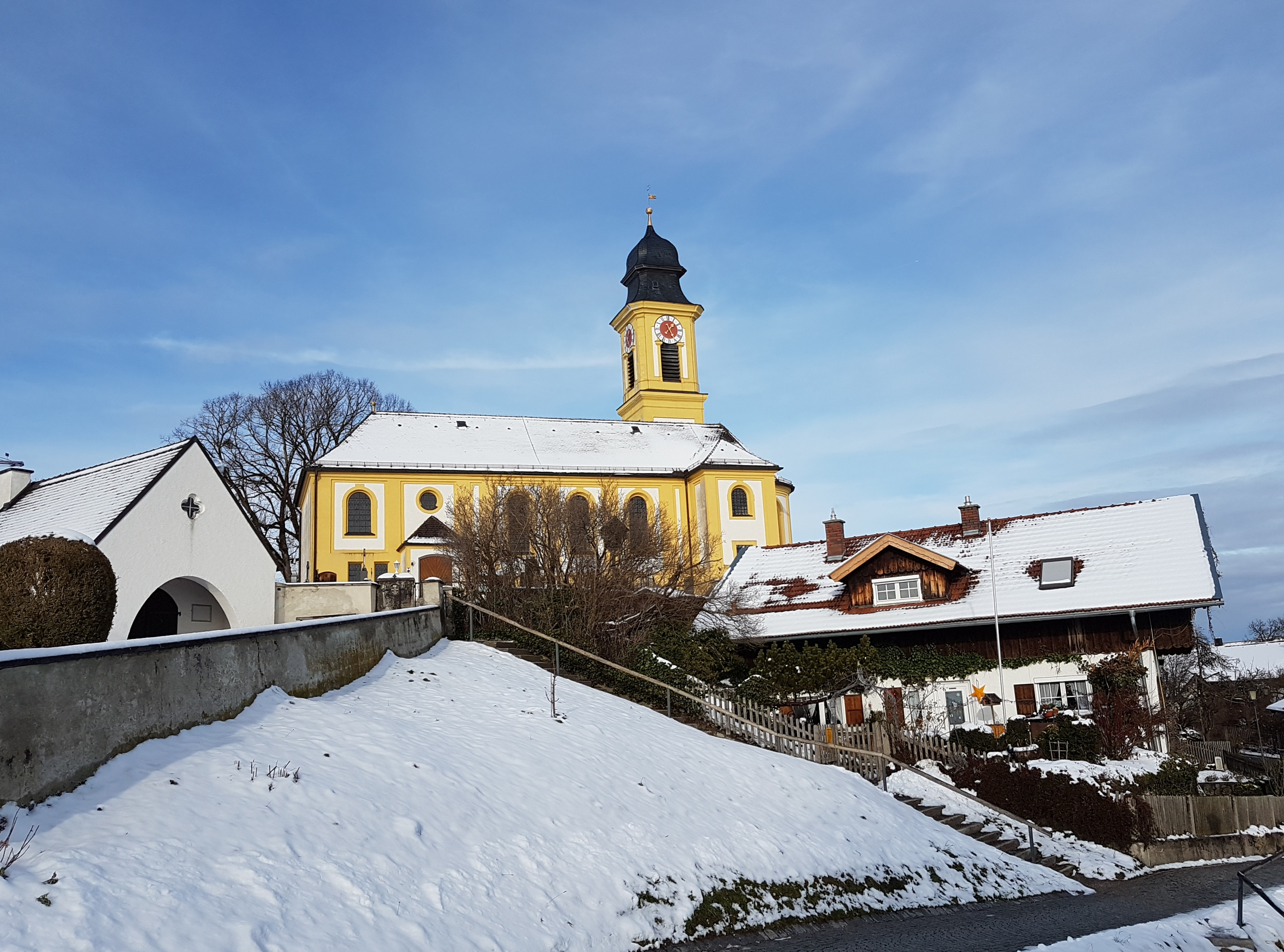
St. Georg im Ortsbild